# Les Lianes
Les Lianes sont un lieu-dit de l'île de La Réunion, département et région d'outre-mer français dans le sud-ouest de l'océan Indien. Elles constituent un quartier de la commune de Saint-Joseph.